# Candy Tune
Candy Tune (jap. キャンディーチューン zapis stylizowany CANDY TUNE) – japońska grupa idolek powstała w 2023 roku w ramach projektu „KAWAII LAB.”, uruchomionego przez ASOBISYSTEM.

## Nazwa
Nazwa grupy to połączenie słów CANDY, oznaczającego „życzliwą osobę” i TUNE, oznaczającego „harmonię/melodię”.

## Historia

### 2022: Przesłuchanie „KAWAII LAB. AUDITION 2022”
14 grudnia ogłoszono, że Rino Fukuyama i Mizuki Kirihara zostaną nowymi członkami grupy idoli, która powstała po przesłuchaniu idoli „KAWAII LAB. AUDITION 2022”.

### 2023: Nazwa, kolejne członkinie, cyfrowy album i pierwszy występ
2 lutego zdecydowano, że grupa będzie nazywała się „CANDY TUNE” oraz ogłoszono dwie nowe członkinie, Natsu Minami i Nanako Ogawa. Dodatkowo wraz z decyzją o nazwie grupy otwarte zostały także oficjalne konta SNS CANDY TUNE. 14 lutego ogłoszono trzy nowe, a zarazem ostatnie członkinie, którymi są Bibian Murakawa, Kotomi Tachibana i Shizuka Miyano.
7 marca ukazał się cyfrowy album grupy „CANDY TUNE”, który został wydany w różnych serwisach dystrybucyjnych. 14 marca odbył się ich debiutancki występ „KAWAII LAB. SESSION ~CANDY TUNE~” w Spotify O-EAST. Tego samego dnia ogłosiły swój pierwszy solowy występ w Spotify O-WEST, który będzie miał miejsce 27 czerwca.
Jak wspomniano powyżej, 27 czerwca dziewczyny dały swój pierwszy solowy występ w Spotify O-WEST.
10 listopada ogłoszono, że pojawią się m.in. z FRUITE ZIPPER na „JAPAN EXPO THAILAND 2024”, które odbędzie się w Bangkoku w Tajlandii w dniach 2-4 lutego 2024 roku.

### 2024: Występ na targach „JAPAN EXPO THAILAND 2024”
Grupa pojawiła się na targach „JAPAN EXPO THAILAND 2024”, które trwały od 2 do 4 lutego w Tajlandii.
16 marca grupa rozpoczęła swoją pierwszą krajową trasę koncertową „CANDY TUNE 1st ANNIVERSARY TOUR 2024” w ReNY Limited w Nagoi. Dziewczyny wykonały 15 piosenek, w tym nowy utwór „倍倍FIGHT!”.
27 kwietnia w Toyosu PIT odbył się finał trasy „CANDY TUNE 1st ANNIVERSARY TOUR 2024”, podczas którego wykonano nową piosenkę „エトセトLOVE YOU” i zapowiedziano wydanie płyty „キス・ミー・パティシエ” (Kiss Me Patissier) na lato tego roku.
4 grudnia, grupa otrzymała tytuł „Przełomowej” (nagły wzrost popularności) w kategorii Osobowości serwisu Yahoo! Nagrody wyszukiwania 2024.

### 2025: Popularność utworu „倍倍FIGHT!”
27 lutego 2025 roku piosenka „倍倍FIGHT!” osiągnęła jednocześnie 1. miejsce na listach przebojów TikTok „Top 50 Song Charts” i „Top 50 Popular Songs”.

## Członkinie
| Imię i nazwisko  | Imię i nazwisko | Data urodzenia      | Miejsce urodzenia   | Narodowość | Reprezentatywny kolor | Uwagi                                               | Przy.  |
| Rino Fukuyama    | 福山 梨乃       | 24 grudnia 1997     | Tokio               | Japonia    | jasnoniebieski        | Była członkini Anchor Lady i Akishibu Project       | [ 16 ] |
| Mizuki Kirihara  | 桐原 美月       | 21 lutego 2003      | prefektura Ibaraki  | Japonia    | niebieski             | Była członkini Mito Gotouchi Idol (Kari) i Rirunede | [ 16 ] |
| Natsu Minami     | 南 なつ         | 17 marca 2001       | Tokio               | Japonia    | pomarańczowy          |                                                     | [ 16 ] |
| Nanako Ogawa     | 小川 奈々子     | 1 października 1999 | Hokkaido            | Japonia    | miętowo-zielony       | Była członkini #LOG1N                               | [ 16 ] |
| Bibian Murakawa  | 村川 緋杏       | 3 grudnia 1999      | prefektura Fukuoka  | Japonia    | różowy                | Była członkini HKT48                                | [ 16 ] |
| Shizuka Miyano   | 宮野 静         | 30 maja 2002        | prefektura Kanagawa | Japonia    | fioletowy             | Była członkini Setsunateki Anastasia                | [ 16 ] |
| Kotomi Tachibana | 立花 琴未       | 25 maja 2002        | prefektura Fukuoka  | Japonia    | czerwony              | Była członkini Ange et Folletta i Aficionado        | [ 16 ] |

## Dyskografia

### Cyfrowy album
| # | Data wydania | Tytuł      | Utwory | Uwagi |
| 1 | 7 marca 2023 | CANDY TUNE | 1. キス・ミー・パティシエ 2. hanamaru 3. ナナイロプロローグ 4. 未完な青春 5. キス・ミー・パティシエ (instrumental) 6. hanamaru (instrumental) 7. ナナイロプロローグ (instrumental) 8. 未完な青春 (instrumental) |       |

### Singel
| # | Tytuł                  | Informacje                                           | Uwagi                                                                                           |
| 1 | キス・ミー・パティシエ | - Wydany: 7 sierpnia 2024 - Dystrybucja: ASOBIMUSIC  | Wszystkie utwory znajdujące się na płycie CD będą dostępne w formie cyfrowej w dniu jej wydania |
| 2 | 推し♡好き♡しんどい     | - Wydany: 23 kwietnia 2025 - Dystrybucja: ASOBIMUSIC |                                                                                                 |

### Cyfrowy singel
| #  | Data wydania         | Tytuł                                                           | Utwory                                                                                 | Uwagi |
| 1  | 7 kwietnia 2023      | TUNE MY WAY                                                     | 1. TUNE MY WAY 2. TUNE MY WAY (instrumental)                                           |       |
| 2  | 20 maja 2023         | CATCH YOU                                                       | 1. CATCH YOU 2. CATCH YOU (instrumental)                                               |       |
| 3  | 27 czerwca 2023      | きゅきゅきゅキュート (Kyukyukyu Cute)                           | 1. きゅきゅきゅキュート 2. きゅきゅきゅキュート (instrumental)                         |       |
| 4  | 27 września 2023     | WAO！アオハル！ (WAO! Aoharu!)                                  | 1. WAO！アオハル！ 2. WAO！アオハル！(instrumental)                                    |       |
| 5  | 18 października 2023 | Twilight Dilemma                                                | 1. Twilight Dilemma 2. Twilight Dilemma (instrumental)                                 |       |
| 6  | 17 listopada 2023    | 必殺あざとポーズ (Hissatsu azato pose)                          | 1. 必殺あざとポーズ 2. 必殺あざとポーズ (instrumental)                                 |       |
| 7  | 16 lutego 2024       | 備えあれば無問題 (Sonae Areba Mumondai)                         | 1. 備えあれば無問題 2. 備えあれば無問題 (instrumental)                                 |       |
| 8  | 8 marca 2024         | いえなかったことば〜ありがとう〜 (Ienakatta Kotoba ~ Arigatō ~) | 1. いえなかったことば〜ありがとう〜 2. いえなかったことば〜ありがとう〜 (instrumental) |       |
| 9  | 24 kwietnia 2024     | 倍倍FIGHT!                                                      | 1. 倍倍FIGHT! 2. 倍倍FIGHT! (instrumental)                                             |       |
| 10 | 19 czerwca 2024      | レイドバックジャーニー                                          | 1. レイドバックジャーニー 2. レイドバックジャーニー (instrumental)                     |       |
| 11 | 18 października 2024 | 君もゾンビですか ゾンビですね                                   | 1. 君もゾンビですか ゾンビですね 2. 君もゾンビですか ゾンビですね (instrumental)       |       |
| 12 | 12 marca 2025        | レベチかわいい！                                                | 1. レベチかわいい！ 2. レベチかわいい！ (instrumental)                                 |       |